# Rúben Bareño
Rúben Laudelino Bareño Silva (1944. január 23. –) uruguayi válogatott labdarúgó.

## Pályafutása

### A válogatottban
1967 és 1970 között 13 alkalommal szerepelt az uruguayi válogatottban és 3 gólt szerzett. Részt vett az 1970-es világbajnokságon.

## Sikerei, díjai
Nacional
- Uruguayi bajnok (2): 1970, 1971
- Copa Libertadores (1): 1971
- Interkontinentális kupa győztes (1): 1971
- Copa Interamericana (1): 1971